# Sara Vickers
Sara Vickers (* 1985 in Strathaven, Schottland) ist eine britische Schauspielerin. In Großbritannien ist sie vor allem durch ihre Nebenrollen in Fernsehserien bekannt.

## Leben und Karriere
Sara Vickers wuchs in Edinburgh auf. Sie studierte Schauspiel an der Royal Academy of Dramatic Art (RADA) in London und schloss ihr Studium 2010 ab. 2011 erhielt sie eine Nominierung für den Ian Charleson Award für ihre Rolle als Annabelle in John Fords Tragödie ’Tis Pity She’s a Whore. 2013 spielte sie am Royal Lyceum Theatre in Edinburgh die Alexandra McArthur in der Uraufführung von Ian Rankins Stück Dark Road.
Seit 2013 hat sie die Rolle der Joan Thursday in der Fernsehserie Der junge Inspektor Morse.

## Filmografie
- 2003: The Book Group (Fernsehserie, eine Folge)
- 2004: The Two Loves of Anthony Trollope (Fernsehfilm)
- 2005: Original Bob (Kurzfilm)
- 2005: Taggart (Fernsehserie, eine Folge)
- 2006: A Woman in Winter
- 2012: Bert & Dickie
- 2013: Privates (Miniserie, 5 Folgen)
- 2013: Make My Heart Fly – Verliebt in Edinburgh (Sunshine on Leith)
- 2013: Passenger (Kurzfilm)
- 2013–2023: Der junge Inspektor Morse (Endeavour, Fernsehserie)
- 2015: Man Down (Fernsehserie, eine Folge)
- 2016: Mord auf Shetland (Shetland, Fernsehserie, 5 Folgen)
- 2016: The Crown (Fernsehserie, eine Folge)
- 2016: Lovesick (Fernsehserie, eine Folge)
- 2016: Breaking (Kurzfilm)
- 2018: The Alienist – Die Einkreisung (The Alienist, Fernsehserie, eine Folge)
- 2019: Connect
- 2019: Watchmen (Miniserie, 9 Folgen)
- 2021: Guilt – Keiner ist schuld (Guilt, Fernsehserie, 4 Folgen)